# 江津高野山風力発電所
江津高野山風力発電所（ごうつたかのやまふうりょくはつでんしょ）は、島根県江津市にある風力発電所。

## 概要
島根県江津市の高野山に設置され、2009年より運転を開始した。島根県企業局が運営している。ドイツのノルディクス社製のIN-2300の風車で出力が2,300KWの風車が9基設置され合計の出力は20,700kWである。総事業費は約64億円。
年間発電電力量は約3,800万KWhで、一般家庭の10,400世帯分を賄う電力量に相当する。
発電所には江津・高野山・柿本人麻呂を合わせた「江高麻呂（エコまろ）」という愛称が付けられている。また1 - 9号機にもそれぞれ愛称が付けられている。これらの愛称は江津市内の小学生からの公募によって決められている。